# Campeonato Mundial de Atletismo Júnior de 2010 - 400 m com barreiras masculino
A prova dos 400 metros com barreiras masculino do Campeonato Mundial de Atletismo Júnior de 2010 ocorreu entre os dias 21 e 23 de julho em Moncton, no Canadá. 

## Recordes
Antes desta competição, os recordes mundiais e do campeonato nesta prova eram os seguintes:
|     | Nome           | Nacionalidade  | Tempo | Local       | Data                |
| --- | -------------- | -------------- | ----- | ----------- | ------------------- |
| WJR | Danny Harris   | Estados Unidos | 48.02 | Los Angeles | 17 de junho de 1984 |
| CR  | Kerron Clement | Estados Unidos | 48.51 | Grosseto    | 16 de julho de 2004 |

## Medalhistas
| Ouro               | Prata               | Bronze              |
| Jehue Gordon (TRI) | Takatoshi Abe (JPN) | Leslie Murray (ISV) |

## Cronograma
Todos os horários são locais (UTC-4).
| Data        | Hora  | Evento        |
| ----------- | ----- | ------------- |
| 21 de julho | 09:35 | Eliminatórias |
| 22 de julho | 11:20 | Semifinal     |
| 23 de julho | 20:10 | Final         |

## Resultados

### Eliminatórias
As eliminatórias se iniciaram no dia 21 de julho ás 09:35. 
Bateria 1
| Posição | Atleta               | Nacionalidade | Tempo | Notas |
| ------- | -------------------- | ------------- | ----- | ----- |
| 1       | Emir Bekrić          | Sérvia        | 51.68 | Q     |
| 2       | Jack Green           | Reino Unido   | 52.16 | Q     |
| 3       | Jeremiah Mutai       | Quênia        | 52.53 | Q     |
| 4       | Le Roux Hamman       | África do Sul | 52.66 |       |
| 5       | Mohamed Yousef Karam | Kuwait        | 54.63 |       |
| 6       | Javarn Gallimore     | Jamaica       | 55.99 |       |
| 7       | Tim Crowe            | Irlanda       | 56.27 |       |

Bateria 2
| Posição | Atleta              | Nacionalidade | Tempo | Notas |
| ------- | ------------------- | ------------- | ----- | ----- |
| 1       | Stef Vanhaeren      | Bélgica       | 51.64 | Q     |
| 2       | Varg Königsmark     | Alemanha      | 51.78 | Q     |
| 3       | Xavier Carrión      | Espanha       | 51.80 | Q     |
| 4       | Amadou Ndiaye       | Senegal       | 51.83 | q     |
| 5       | Francesco Patano    | Itália        | 52.51 | q     |
| 6       | Anatoliy Synyanskyy | Reino Unido   | 53.20 |       |
| 7       | Tait Nystuen        | Canadá        | 53.21 |       |

Bateria 3
| Posição | Atleta                  | Nacionalidade   | Tempo | Notas |
| ------- | ----------------------- | --------------- | ----- | ----- |
| 1       | Boniface Mucheru Tumuti | Quênia          | 51.46 | Q     |
| 2       | José Bencosme De Leon   | Itália          | 51.86 | Q     |
| 3       | Michael Cochrane        | Nova Zelândia   | 52.25 | Q     |
| 4       | Tobias Giehl            | Alemanha        | 52.28 | q     |
| 5       | Sasha Alexeenko         | Austrália       | 52.71 |       |
| 6       | Nolan Williams          | Jamaica         | 54.67 |       |
| 7       | Damien Edouard          | Ilhas Maurícias | 55.31 |       |

Bateria 4
| Posição | Atleta               | Nacionalidade | Tempo | Notas |
| ------- | -------------------- | ------------- | ----- | ----- |
| 1       | Takatoshi Abe        | Japão         | 50.53 | Q     |
| 2       | Zied Azizi           | Tunísia       | 51.40 | Q     |
| 3       | Chen Chieh           | Taipé Chinesa | 52.26 | Q     |
| 4       | Radek Fischer        | Chéquia       | 52.64 |       |
| 5       | Peter Marx           | África do Sul | 52.89 |       |
| 6       | Abdel Malik Lahoulou | Argélia       | 53.00 |       |
| 7       | Nejmi Burnside       | Bahamas       | 54.17 |       |

Bateria 5
| Posição | Atleta              | Nacionalidade  | Tempo | Notas |
| ------- | ------------------- | -------------- | ----- | ----- |
| 1       | Hederson Estefani   | Brasil         | 52.07 | Q     |
| 2       | Patrick Maher       | Irlanda        | 52.46 | Q     |
| 3       | Øyvind Kjerpeset    | Noruega        | 52.82 | Q     |
| 4       | Steven White        | Estados Unidos | 53.27 |       |
| 5       | Ali Al-Ghamdi       | Arábia Saudita | 56.04 |       |
| 6       | Daniel Chan         | Canadá         | 58.46 |       |
| 7       | Stéphane Zenou-Yato | França         | DNF   |       |

Bateria 6
| Posição | Atleta              | Nacionalidade            | Tempo | Notas |
| ------- | ------------------- | ------------------------ | ----- | ----- |
| 1       | Jehue Gordon        | Trinidad e Tobago        | 51.58 | Q     |
| 2       | Leslie Murray       | Ilhas Virgens Americanas | 51.94 | Q     |
| 3       | Juan Stenner        | México                   | 52.29 | Q     |
| 4       | Hakim Reguieg       | França                   | 52.85 |       |
| 5       | Juan Pablo Martínez | República Dominicana     | 52.88 |       |
| 6       | Rasmus Mägi         | Estónia                  | 53.86 |       |
| 7       | Adrian Minca        | Roménia                  | 56.44 |       |

Bateria 7
| Posição | Atleta           | Nacionalidade  | Tempo | Notas |
| ------- | ---------------- | -------------- | ----- | ----- |
| 1       | João de Oliveira | Brasil         | 51.92 | Q     |
| 2       | Jonathan Puemi   | Suíça          | 53.25 | Q     |
| 3       | Sheroid Evans    | Estados Unidos | 53.44 | Q     |
| 4       | José Castañeda   | México         | 53.62 |       |
| 5       | Mitja Lindic     | Eslovênia      | 54.15 |       |
| 6       | Abdul Samsuddin  | Malásia        | 54.21 |       |
| 7       | Dmitriy Koblov   | Cazaquistão    | 54.31 |       |

### Semifinal
As semifinais se iniciaram no dia 22 de julho ás 11:20. 
Semifinal 1
| Posição | Atleta            | Nacionalidade            | Tempo | Notas |
| ------- | ----------------- | ------------------------ | ----- | ----- |
| 1       | Stef Vanhaeren    | Bélgica                  | 50.91 | Q     |
| 2       | Leslie Murray     | Ilhas Virgens Americanas | 51.25 | Q     |
| 3       | Hederson Estefani | Brasil                   | 51.59 |       |
| 4       | Tobias Giehl      | Alemanha                 | 51.77 |       |
| 5       | Zied Azizi        | Tunísia                  | 51.84 |       |
| 6       | Juan Stenner      | México                   | 52.61 |       |
| 7       | Chen Chieh        | Taipé Chinesa            | 52.98 |       |
| 8       | Amadou Ndiaye     | Senegal                  | 54.40 |       |

Semifinal 2
| Posição | Atleta           | Nacionalidade  | Tempo | Notas |
| ------- | ---------------- | -------------- | ----- | ----- |
| 1       | Takatoshi Abe    | Japão          | 50.45 | Q     |
| 2       | Varg Königsmark  | Alemanha       | 50.87 | Q     |
| 3       | Emir Bekrić      | Sérvia         | 50.91 | q     |
| 4       | João de Oliveira | Brasil         | 52.53 |       |
| 5       | Francesco Patano | Itália         | 52.61 |       |
| 6       | Michael Cochrane | Nova Zelândia  | 52.71 |       |
| 7       | Sheroid Evans    | Estados Unidos | 53.03 |       |
| 8       | Jeremiah Mutai   | Quênia         | 55.02 |       |

Semifinal 3
| Posição | Atleta                  | Nacionalidade     | Tempo | Notas |
| ------- | ----------------------- | ----------------- | ----- | ----- |
| 1       | Jehue Gordon            | Trinidad e Tobago | 50.54 | Q     |
| 2       | Jack Green              | Reino Unido       | 51.14 | Q     |
| 3       | Boniface Mucheru Tumuti | Quênia            | 51.22 | q     |
| 4       | José Bencosme De Leon   | Itália            | 52.15 |       |
| 5       | Xavier Carrión          | Espanha           | 52.33 |       |
| 6       | Patrick Maher           | Irlanda           | 52.46 |       |
| 7       | Øyvind Kjerpeset        | Noruega           | 53.33 |       |
| 8       | Jonathan Puemi          | Suíça             | 53.95 |       |

### Final
A prova final foi realizada no dia 23 de julho ás 20:10. 
| Posição           | Atleta                  | Nacionalidade            | Tempo | Notas |
| ----------------- | ----------------------- | ------------------------ | ----- | ----- |
| Medalha de ouro   | Jehue Gordon            | Trinidad e Tobago        | 49.30 |       |
| Medalha de prata  | Takatoshi Abe           | Japão                    | 49.46 |       |
| Medalha de bronze | Leslie Murray           | Ilhas Virgens Americanas | 50.22 |       |
| 4                 | Varg Königsmark         | Alemanha                 | 50.47 |       |
| 5                 | Jack Green              | Reino Unido              | 50.49 |       |
| 6                 | Stef Vanhaeren          | Bélgica                  | 50.99 |       |
| 7                 | Emir Bekrić             | Sérvia                   | 51.06 |       |
| 8                 | Boniface Mucheru Tumuti | Quênia                   | 52.16 |       |

Legenda
| Recorde mundial       | Recorde mundial (World record)               |                       | Recorde africano                      | Recorde africano (African) |                                           | Q | Classificado por posição (Qualified) |
| Recorde do campeonato | Recorde do campeonato (Championship record)  | Recorde da América    | Recorde da América (Americas)         | q                          | Classificado por melhor tempo (Qualified) |   |                                      |
| Melhor marca do ano   | Melhor marca do ano (World leading)          | Recorde asiático      | Recorde asiático (Asian)              | DNS                        | Não largou (Did not start)                |   |                                      |
| Recorde nacional      | Recorde nacional (National record)           | Recorde europeu       | Recorde europeu (European)            | DNF                        | Não terminou (Did not finish)             |   |                                      |
| Recorde pessoal       | Recorde pessoal do atleta (Personal best)    | Recorde da Oceania    | Recorde da Oceania (Oceania)          | DSQ / DQ                   | Desclassificado (Disqualified)            |   |                                      |
| Recorde da temporada  | Recorde da temporada do atleta (Season best) | Recorde sul-americano | Recorde sul-americano (South America) | NM                         | Sem marca (No mark)                       |   |                                      |